# Jorge Esfrantzes
Jorge Esfrantzes, también Sfrantzes o Frantza (en griego: Γεώργιος Σφραντζής or Φραντζής, 1401-c. 1478), fue un historiador griego bizantino, nacido en Constantinopla.

## Vida
A una edad muy temprana fue nombrado secretario de Manuel II Paleólogo; en 1432 protovestiarites; en 1446 prefecto de Mistra, y posteriormente megalogoteta (canciller). A la caída de Constantinopla por los turcos otomanos (1453) él cayó en sus manos, pero logró escapar al Peloponeso, donde obtuvo protección en la corte de Tomás Paleólogo, déspota de Morea.
Después de la caída del Despotado de Morea (1460) Esfrantzes se retiró al monasterio de Tarcaniota en Corfú. Aquí él escribió su Crónica, que al igual que la mayoría de crónicas bizantinas comienza con la creación del mundo pero está más detallado cuando se habla de la historia de la Casa de los Paleólogos de 1258-1476. Es la autoridad más valiosa, para los acontecimientos de su época.